# Asset-backed security
Asset-backed security (ABS) är en värdepapperiserad kredit som backas upp av någon form av säkerhet (engelska: asset). Detta innebär att ett antal krediter eller lån har paketerats för att sedan kunna säljas vidare i form av värdepapper och därmed handlas på en börs eller annan andrahandsmarknad. De krediter som det kan röra sig om är exempelvis kreditkortsfordringar, billån, studielån eller lån till båtar och fritidsfordon.
Värdepapper med bostadslån som underliggande tillgång kallas mortgage-backed security (MBS), medan ABS används som begrepp för andra typer av underliggande tillgångar. Både ABS och MBS har på svenska ibland betecknats tillgångssäkrade obligationer. En väsentlig skillnad mellan ABS och MBS å den ena sidan och säkerställda obligationer å den andra, är att en ABS eller MBS enbart innebär en fordran på den underliggande säkerheten och inte på den som givit ut MBS:en (emittenten). Detta åstadkoms genom att den underliggande tillgången, som utgör säkerhet för MBS:en, separeras från emittentens balansräkning när en ABS eller MBS emitteras.
ABS- och MBS-marknaden har ökat starkt sedan 1980-talet och har från slutet av 1990-talet utgjort en stor del av den globala lånemarknaden.